# ورق نفث الحبر

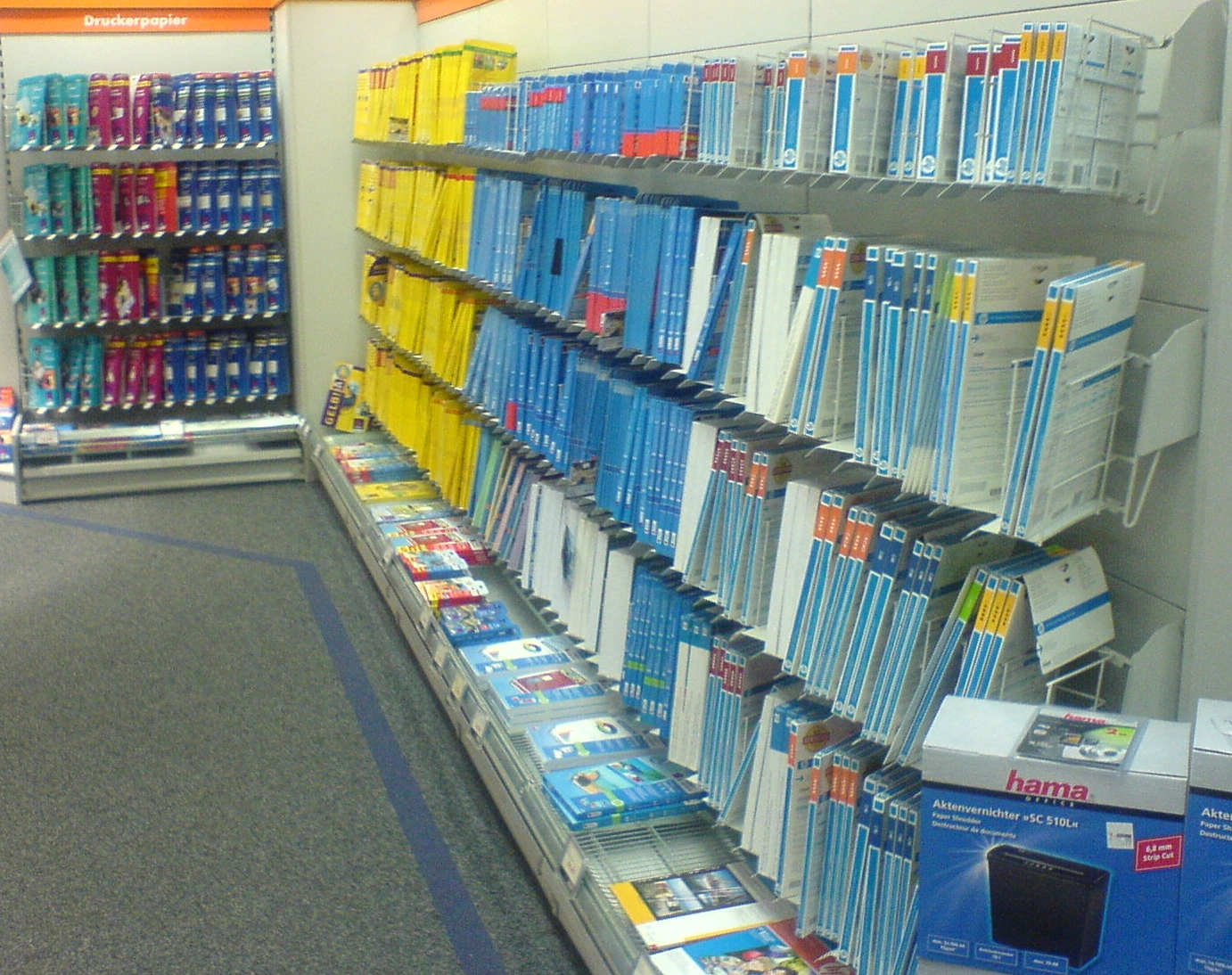
ورق نفث الحبر وطابعات ليزر في متجر.

ورق نفث الحبر عبارة عن ورق خاص متميز بالجودة مصمم للاستخدام مع الطابعات النافثة للحبر، حيث يتم تصنيفه بشكل نموذجي حسب الوزن والسطوع والنعومة، وفي بعض الأحيان، عدم شفافيته.

## التصنيع
يتم تصنيع ورق نفث الحبر من اللب معاد الدورة أو اللب الكيميائي، وهو يتطلب استقرار الأبعاد بشكل جيد، بحيث لا يحدث به تجعد أو تغضن، كما أنه يتميز بقوة السطح الجيدة، ونعومة سطحه. وتكون المسامية الكافية والمتساوية ضرورية لمواجهة تأثيرات انتشار الحبر. وبالنسبة للطباعة قليلة الجودة، يكفي ورق النسخ غير المغطى، إلا أن الدرجات الأعلى تتطلب التغطية. ولا تستخدم الأغطية التقليدية بشكل شائع مع ورق نفث الحبر. بالنسبة لورق نفث الحبر غير المصقول، من الشائع استخدام السيليكا كصبغة بالإضافة إلى كحول البوليفينيل (PVOH). ويمكن عمل ورق نفث الحبر المصقول من خلال الأغطية المتعددة أو تغطية الراتينجات أو التغطية بالصب على ورق الصفائح.

## المقارنة مع الورق المكتبي القياسي

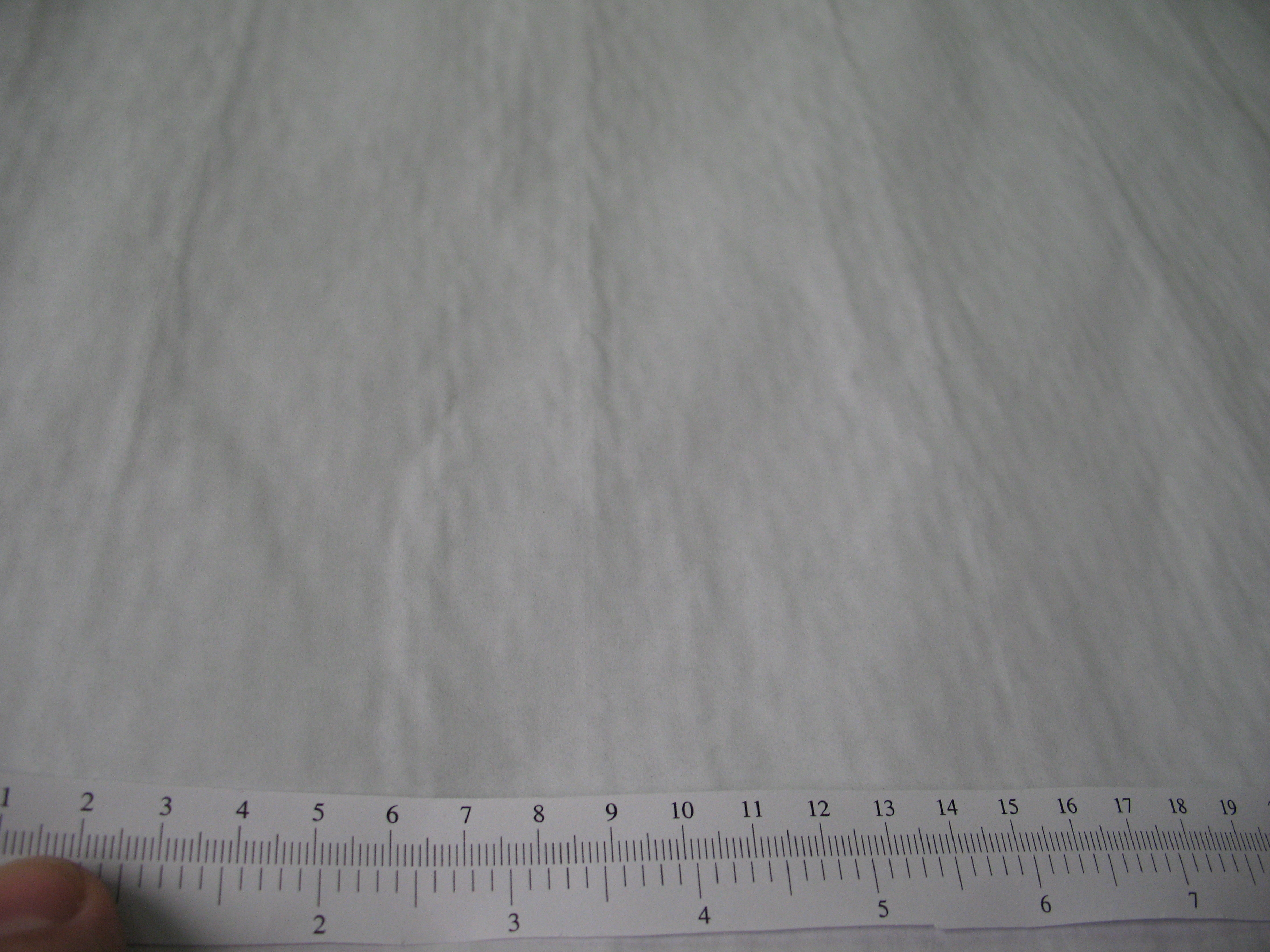
مثال على الورق الرخيص غير المغطى مغموسًا في الحبر، يظهر حال ظهر الورقة. تنتفخ الألياف التي تنغمس في الرطوبة وتعود إلى شكلها الأصلي، مما يؤدي إلى إظهار نسيج حزام الشبكة المستخدم في التصنيع.

وقد تم تصميم الورق المكتبي القياسي بشكل تقليدي للاستخدام مع الآلات الكاتبة وماكينات النسخ، حيث لا يتعرض الورق في الغالب للبلل. ومن خلال هذه الأنواع من الورق، تميل الرطوبة إلى اختراق الألياف مع الابتعاد عن نقطة التواصل من أجل تكوين قرص. وبالنسبة لورق نفث الحبر، يؤدي هذا الانتشار إلى انتشار الحبر خارجًا في الألياف لتكوين لطخة كبيرة تفتقد إلى كثافة الأصباغ.
وتتطلب طباعة نفث الحبر عالية الجودة التي تحتوي على سطور داكنة ومموجة أن يحتوي الورق على الدرجة المناسبة بدقة من القدرة على الامتصاص من أجل قبول الحبر مع عدم انتشاره إلى الجانب الآخر. وقد تمت إعادة صياغة العديد من أنواع الورق المكتبي للأغراض المتعددة الذي يتراوح وزنه بين حوالي 21 إلى 27 رطلاً (80–100 جم / متر مربع) بحيث يمكن استخدامها بشكل جيد وبالتساوي مع الطابعات النافثة للحبر وطابعات الليزر. ومع ذلك، فإن هذه الفئة من الورق لا تناسب إلا طباعة النصوص، حيث يكون حمل الحبر خفيفًا.
عندما يتم تصنيع الورق، يتم تكوينه من حصيرة من الألياف التي يتم تجميعها على مصفاة شبكة مفتوحة، حيث يتم تجفيفها وضغطها لتكون مسطحة وناعمة. وتؤدي المناطق الكبيرة من ألوان نفث الحبر، مثل تلك الموجودة في الرسومات والصور الفوتوغرافية، إلى غمس ألياف الورق بقدر كبير من الرطوبة بحيث تنتفخ وتعود إلى شكلها الأصلي قبل الضغط، مما يؤدي إلى تغضن سطح الورق بشكل متموج.
وغالبًا لا يمكن الطباعة بنفث الحبر على كلا وجهي الورق عند استخدام ورق النسخ قليل الوزن الرخيص بسبب انتقال الحبر من وجه إلى آخر. وتعمل أوزان الورق الأثقل بشكل أفضل بسبب سمك الألياف التي تحد من هذا الانتقال.
كما لا تكون هذه الأنواع من الورق مناسبة كذلك لأعمال التصوير الفوتوغرافي لأن الورق المكتبي القياسي غالبًا لا يكون بدرجة «البياض» الكافية. ويؤدي ذلك إلى ضعف السلسلة اللونية كما يؤدي إلى جعل الألوان تأخذ شكلاً «موحلاً».
وبالنسبة لكل أنواع الورق، يجب أن يتم ضبط الإعدادات في برنامج تشغيل الطابعة لكي تتناسب مع الورق، حتى يتم استخدام القدر المناسب من الحبر.

## ورق الصور الفوتوغرافية لنفث الحبر
ورق الصور الفوتوغرافية هو فئة من فئات ورق نفث الحبر المصممة خصيصًا لإنتاج الصور الفوتوغرافية، وهي تتميز بالبياض البراق الشديد بسبب التبييض أو استخدام مواد مثل ثاني أكسيد التيتانيوم، وتتم تغطية هذا الورق بمادة عالية الامتصاص تقلل من انتشار الحبر بعيدًا عن نقطة ملامسته للورق. ويشيع استخدام الصلصال المحسن بشكل كبير كغطاء لمنع انتشار الحبر.

## وصلات خارجية
- Proofing guide (ECI homepage)